# Fire Pro Wrestling World
Fire Pro Wrestling World es un videojuego de lucha libre profesional publicado por Spike Chunsoft. El videojuego fue lanzado en Steam Early Access el 11 de julio de 2017, con un lanzamiento completo en PC el 18 de diciembre de 2017 y está programado para su lanzamiento en PlayStation 4 el 28 de agosto de 2018. El videojuego forma parte de la serie Fire Pro Wrestling.

## Desarrollo
Fire Pro Wrestling World traerá de vuelta la jugabilidad de estrategia y tiempo basado en la serie que se hizo famosa y que fue eliminada en el último videojuego de la serie, Fire Pro Wrestling para Xbox 360 en 2012, en favor de minijuegos "machacabotones". Los modos de juego incluirán los Deathmatches tradicionales, que incluyen jaulas de acero, alambre de púas y minas terrestres, reglas de MMA y más. Fire Pro Wrestling World será el primer videojuego de la serie en incorporar multijugador en línea, con capacidad para hasta cuatro jugadores en una partida. En el Wrestle Kingdom Fan Fest 2018, SPIKE Chunsoft  anunció que New Japan Pro-Wrestling tendría una licencia oficial y vendría completo con un Modo Historia y al menos el Campeonato Peso Pesado de la IWGP. También presentaron un combate de demostración para el Fire Pro World Championship, cuyo ganador fue Kushida.